# Đàn môi
El dan moi (đàn môi) es un instrumento idiófono tradicional de diversos grupos étnicos de Vietnam. Es muy parecido a las llamadas arpas de boca, y por ello también se lo llama a veces arpa de boca vietnamita. 

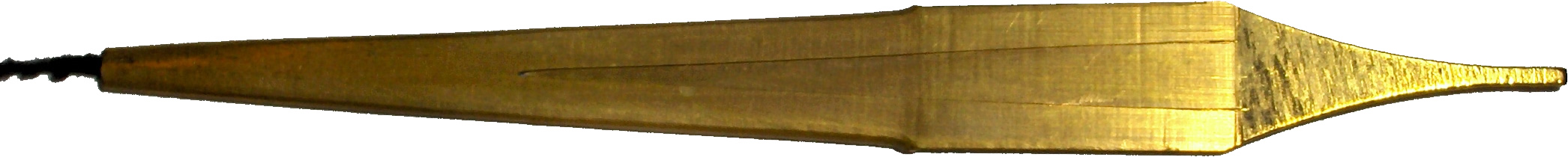
Dan moi bajo

## Descripción
Consiste en una lámina de metal cuya pieza central está desprendida casi enteramente del cuerpo metálico, la cual se hace vibrar con un mecanismo de palanca. El dan moi suele venir atado por un hilo a su cajita o funda.

## Uso
Al contrario de la mayoría del resto de arpas de boca, el dan moi no tiene que vibrar contra los dientes, sino que se hace vibrar contra los labios sin que la lámina central choque contra los dientes. El dan moi, como las otras arpas de boca, se vale del cuerpo humano como caja de resonancia, usando la cavidad bucal, así como el glotis para lograr que las vibraciones lleguen más hondo y el sonido se torne más profundo.
- Datos: Q2442891
- Multimedia: Dan moi / Q2442891